# 张广智 (1957年)
张广智（1957年1月—），男，汉族，河南柘城人，中华人民共和国政治人物。河南大学政治教育系政治教育专业毕业，中国政法大学民商法专业硕士、华中科技大学管理科学与工程专业博士研究生学历。

## 生平
1974年12月加入中国共产党。早年曾任河南省柘城县伯岗公社翟桥大队党支部副书记、河南省柘城县针织厂工人；1978年入河南大学政治教育系政治教育专业学习。1982年1月毕业后参加工作，分配到河南省教委，历任人事处干部、秘书、副处长，科研外事处处长等职。上世纪90年代中期后任河南农业大学党委副书记、书记；2003年转任河南省农业厅厅长、党组书记，河南省委农村工作领导小组办公室主任。2008年3月，任中共安阳市委书记等职。2012年1月当选河南省人民政府副省长。2017年1月，辞去河南省人民政府副省长职务，当选河南省政协副主席。